# Leopardus
Leopardus är ett släkte i underfamiljen Felinae (små katter) som tillhör familjen kattdjur. Släktnamnet Leopardus syftar inte på den art som på svenska och i flera andra språk kallas leopard, leoparden tillhör släktet Panthera.
Arterna i släktet är jämförelsevis små. Deras päls har en grå till gulbrun grundfärg med många mörka till svarta fläckar. Alla medlemmar förekommer i Amerika.
Enligt Wilson & Reeder (2005) utgörs släktet av följande arter:
- Leopardus braccatus
- Pampaskatt (Leopardus colocolo)
- Geoffroys katt (Leopardus geoffroyi)
- Kodkod (Leopardus guigna)
- Andisk katt (Leopardus jacobita)
- Leopardus pajeros
- Ozelot (Leopardus pardalis)
- Dvärgtigerkatt (Leopardus tigrinus)
- Margay (Leopardus wiedii)

I flera äldre systematiska förteckningar delas denna djurgrupp i släktena Leopardus, Oncifelis och Oreailurus. Det är känt sedan ett tag att dessa släkten bildar ett monofyletiskt taxon. Vissa zoologer betecknade släktena därför som ozelot-gruppen. Den nyaste systematiska översikten av Wilson & Reeder (2005) sammanfattar alla arter i släktet Leopardus.